# 1246
| [ Edytuj tabelę ]                          |                                                      |
| Książę Małopolski                          | - 1243 Bolesław V Wstydliwy 1279                     |
| Książę Wielkopolski                        | - 1239 Przemysł I 1257 - 1239 Bolesław Pobożny 1279  |
| Król Angkoru                               | - 1244 Dżajawarman VIII 1295                         |
| Król Anglii                                | - 1216 Henryk III 1272                               |
| Król Aragonii i Walencji, hrabia Barcelony | - 1213 Jakub I Zdobywca 1276                         |
| Książę Bawarii                             | - 1231 Otto II 1253                                  |
| Margrabia Brandenburgii                    | - 1220 Otto III 1267                                 |
| Książę Burgundii                           | - 1218 Hugo IV 1272                                  |
| Cesarz Bizancjum                           | - 1222 Jan III Dukas Watatzes 1254                   |
| Car Bułgarii                               | - 1241 Koloman I Asen 1246 - 1246 Michał I Asen 1256 |
| Cesarz Chin                                | - 1224 Song Lizong 1264                              |
| Król Cypru                                 | - 1218 Henryk I 1253                                 |
| Król Czech                                 | - 1230 Wacław I 1253                                 |
| Król Danii                                 | - 1241 Eryk IV Plovpenning 1250                      |
| Władca Egiptu                              | - 1240 As-Salih Ajjub 1249                           |
| Król Francji                               | - 1226 Ludwik IX Święty 1270                         |
| Król Gruzji                                | - 1246 Dawid VI Narin 1259                           |
| Hrabia Holandii                            | - 1234 Wilhelm II 1256                               |
| Cesarz Japonii                             | - 1242 Go-Saga 1246 - 1246 Go-Fukakusa 1259          |
| Kalif                                      | - 1242 Al-Must’asim 1258                             |
| Król Kastylii                              | - 1217 Ferdynand III Święty 1252                     |
| Król Kastylii i Leónu                      | - 1230 Ferdynand III Święty 1252                     |
| Patriarcha Konstantynopola                 | - 1244 Manuel II 1255                                |
| Władca Korei                               | - 1213 Kojong 1259                                   |
| Wielki książę litewski                     | - 1240 Mendog 1253                                   |
| Cesarz Łaciński                            | - 1228 Baldwin II de Courtenay 1261                  |
| Kalif Maroka                               | - 1242 Ali as-Said 1248                              |
| Król Nawarry                               | - 1234 Tybald I 1253                                 |
| Król Norwegii                              | - 1217 Haakon IV Stary 1263                          |
| Hrabia Palatynatu                          | - 1227 Otton I Bawarski 1253                         |
| Papież                                     | - 1243 Innocenty IV 1254                             |
| Król Portugalii                            | - 1223 Sancho II 1248                                |
| Sułtan Rumu                                | - 1237 Kaj Chusrau II 1246 - 1246 Kajkawus II 1260   |
| Książę Rusi halickiej                      | - 1238 Daniel II 1264                                |
| Cesarz Rzymski (niemiecki)                 | - 1220 Fryderyk II 1250 - 1246 Henryk Raspe 1247     |
| Książę Saksonii                            | - 1212 Albrecht I 1260                               |
| Król Serbii                                | - 1243 Stefan Urosz I 1276                           |
| Król Singasari                             | - 1227 Anuśpati 1248                                 |
| Król Szkocji                               | - 1214 Aleksander II 1249                            |
| Król Szwecji                               | - 1234 Eryk XI Eriksson 1250                         |
| Doża Wenecji                               | - 1229 Jacopo Tiepolo 1249                           |
| Król Węgier                                | - 1235 Bela IV 1270                                  |
| Wielki mistrz zakonu krzyżackiego          | - 1244 Heinrich von Hohenlohe 1249                   |

Rok 1246 / MCCXLVI
stulecia: XII wiek ~
XIII wiek ~
XIV wiek

lata: 1236 «
1241 «
1242 «
1243 «
1244 «
1245 «
1246
» 1247
» 1248
» 1249
» 1250
» 1251
» 1256

## Wydarzenia w Polsce
- 10 kwietnia – z rąk wielkiego mistrza Henryka von Hohenlohe Elbląg otrzymał prawa miejskie na prawie lubeckim.
- 19 kwietnia – pierwsza wzmianka o Wambrez w ziemi chełmińskiej, obecnie Wąbrzeźno[1].
- miał miejsce najazd litewski na Sandomierskie w okolicach Opatowa i na Krakowskie[2].

- Pierwsza wzmianka o miejscowościach, Chełmża, Bobrowo.

## Wydarzenia na świecie
- 22 maja – Henryk Raspe został wybrany przez część elektorów na antykróla Niemiec.
- 15 czerwca – król węgierski Bela IV pokonał wojska księcia austriackiego Fryderyka Babenberga w bitwie nad Litawą.
- Jan di Piano Carpini i Benedykt Polak jako pierwsi Europejczycy przybyli do wielkiego chana mongolskiego z listem od papieża.
- Po śmierci Fryderyka II Bitnego, królowie czescy postanowili zagarnąć Austrię dla siebie. Współzawodników napotkali między innymi w Węgrach. Po stronie Węgier opowiedział się książę Małopolski Bolesław Wstydliwy, natomiast książęta śląscy popierali Czechów.

## Urodzili się
- Kunegunda Halicka, księżniczka halicka, królowa czeska (zm. 1285)

## Zmarli
- 15 kwietnia – Piotr González, hiszpański dominikanin, święty katolicki (ur. przed 1190)
- 16 czerwca – Lutgarda, zakonnica, mistyczka, święta katolicka (ur. 1182)
- 21/22 października – Mieszko II Otyły, książę opolsko-raciborski (ur. ok. 1220)[3]
- 8 listopada – Berengaria Kastylijska, królowa Leónu i Kastylii (ur. 1179/1180)[4]
- data dzienna nieznana:
  - Michał I Wsiewołodowicz Święty, książę halicki (ur. 1179)[5]